# Francisco Xavier de Mendonça Furtado
Francisco Xavier de Mendonça Furtado (1701–1769) est une personnalité portugaise, qui fut dans un premier temps soldat puis capitaine au sein des forces armées du Portugal, puis devint gouverneur colonial du Brésil avec d'atteindre le poste de secrétaire d'état au sein du gouvernement portugais. 
Célèbre pour ses grandes réalisations, il a notamment œuvré à la colonisation portugaise de l'Amérique vers l'ouest, le long du bassin amazonien, et a mené des réformes économiques et sociales importantes.